# توموکی ایواتا
توموکی ایواتا (انگلیسی: Tomoki Iwata؛ زادهٔ ۷ آوریل ۱۹۹۷) بازیکن فوتبال اهل ژاپن است.